# 49th Parallel (Album)
49th Parallel ist ein Jazzalbum von Neil Swainson. Die am  2. und 3. Mai 1987 im Studio 306 in Toronto entstandenen Aufnahmen erschienen zunächst 1989 als Compact Disc auf dem Label Concord Jazz und wurden am 11. September 2020 auf dem Reissue-Label Reel to Real in einer limitierten Vinyl-LP-Neuauflage wiederveröffentlicht.

## Hintergrund
Diese Session wurde 1987 unter Leitung Swainsons in Toronto mit dem Trompeter Woody Shaw und dem Tenorsaxophonisten Joe Henderson aufgenommen. Die Rhythmusgruppe bestand bei der Session aus dem Bandleader, dem Bassisten Neil Swainson, dem jungen Pianisten Gary Williamson und dem Schlagzeuger Jerry Fuller. Dies ist Swainsons erste (und bisher einzige) Aufnahme als Bandleader. Der Bassist war erst ein paar Jahre vor der Aufnahme dieses Albums von Vancouver nach Osten gezogen. Sowohl Fuller als auch Williamson waren Mitglieder der Jazzszene von Toronto und waren regelmäßig Begleiter von gastierenden amerikanischen Jazzmusikern.  Swainson, Williamson und Fuller hatten zuvor alle zusammen mit Shaw gespielt; Joe Henderson war die Wild Card, er hatte zuvor nur mit Shaw zusammengearbeitet, jedoch noch nie mit Swainson oder den anderen Musikern. Das Material für diese Session, außer „Homestretch“ (einem Titel von Joe Henderson,  das erstmals auf seinem Album Page One aufgenommen wurde), wurde von Swainson geschrieben. Die Aufnahme wurde von dem kanadischen Jazzmusiker und Unternehmer Cory Weeds betreut.
Die Aufnahmesitzungen fanden am 2. und 3. Mai 1987 im Studio 306 in Toronto statt, am ersten Tag jedoch ohne Joe Henderson, der offenbar erst am späten Nachmittag in der Stadt angekommen war und nur am nächsten Tag an der Session teilnahm. Folglich musste die Aufnahme am ersten Tag im Quartett eingespielt werden; der Saxophonist ist nur auf vier der sieben Titel zu hören. Henderson verpasste auch einen Warm-up-Auftritt, der für den Abend des 1. Mai im BamBoo Club geplant war.
Zum Zeitpunkt der Aufnahme war Shaw kurz vor dem Ende seiner Karriere, obwohl sein Spiel immer noch sehr kreativ war, so Pierre Giroux. Shaw litt an Retinitis pigmentosa und war in jeder Hinsicht blind. Er konnte keine Noten mehr lesen und musste die Arrangements durch wiederholtes Zuhören lernen. Dies war eine seiner letzten Studioaufnahmen; Woody Shaw starb im Mai 1989 im Alter von 44 Jahren.
Der Albumtitel bezieht sich auf die englische Bezeichnung des 49. Breitengrads, der die kanadisch-amerikanische Grenze darstellt, die von British Columbia bis zur Linie Manitoba/Ontario verläuft.

## Titelliste
- Neil Swainson Quintet: 49th Parallel (Concord Jazz CCD-4396 (CD), Reel to Real RTRCD004)[3]

1. 9th Parallel 	8:41
2. Port of Spain 	5:09
3. Southern Exposure 	7:14
4. On the Lam 	5:46
5. Don’t Hurt Yourself 	8:36
6. Labyrinth 6:40
7. Homestretch (Henderson) 6:15

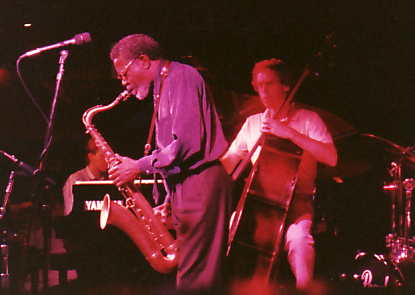
Joe Henderson mit Neil Swainson

Sofern nicht anders angegeben, stammen alle Kompositionen von Neil Swainson.
Der Bonustrack „Labyrinth“ ist als Download mit dem Vinyl erhältlich.

## Rezeption
Nach Ansicht von Pierre Giroux, der das Album in All About Jazz rezensierte, sei der Titeltrack „ein gutes Beispiel für zwei unruhig kreative Bläser, die einfühlsame Partner sind“. Der Titel „Southern Exposure“ erlaube der schöpferischen Kraft zu fließen, wobei die Frontline ihre ausdrucksstarke Flexibilität demonstriere. Shaw zeige seine beachtliche Reichweite und dass er immer noch ein gewiefter Improvisator sei, lobte Giroux. Henderson zeige sich als ein beeindruckend begabter Tenorsaxophonist mit einer unverwechselbaren Stimme auf seinem Instrument. Swainson vervollständige das Bild mit einem Solo, das mit seinem tiefen Ton und seiner unbeirrbaren Technik gefüllt sei.

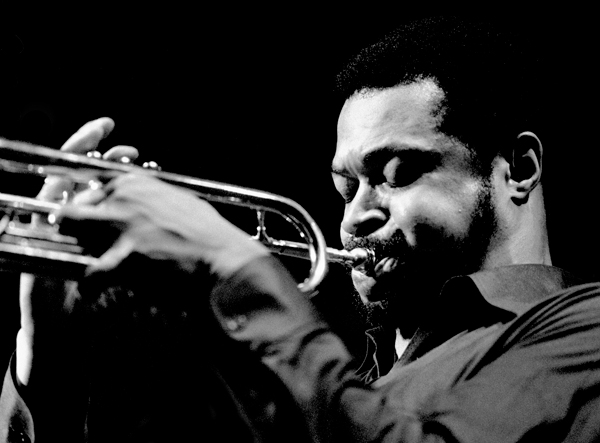
Woody Shaw bei einem Auftritt im Keystone Korner 1979

Adam Sieff (London Jazz News) ist der Meinung, dass die Session vom 3. Mai nach der Ankunft von Joe Henderson mit dessen Erfindungsreichtum und Tatkraft das Energieniveau direkt nach seiner aufregenden Eröffnungspause auf dem Titeltrack erhöht hätten. Sein langes Solo in „Don’t Hurt Yourself“ sei eines der Highlights des Albums, es sei eine großartige Melodie und der Saxophonist hole das Beste daraus heraus. Es sei fair zu sagen, dass Swainsons Kompositionen alle stark seien mit einigen feinen Melodien, die verweilen, und „Southern Exposure“ sei ein weiterer Album-Höhepunkt. Sogar der Bonustrack „Labyrinth“ sei eine willkommene Ergänzung, ein Quartettstück, das Shaw viel Raum biete, um sich mit einem expansiven und suchenden Solo zu entfalten. Diese Sessions ergäben zusammen ein sehr unterhaltsames Album, resümiert der Autor. „Es ist gut zu sehen, dass diese Musik eine zweite Chance bekommt, ihr Publikum zu finden, eine Gelegenheit, die sie voll verdient.“
Thomas Conrad schrieb in JazzTimes, Woody Shaw blühe von seiner ersten Fanfare an auf; jedes Solo, das er spiele, sei voll von hochfliegenden Ideen. Henderson wiederum weiche in seinen Soli immer von den Zentren von Swainsons Kompositionen ab (die interessant und intelligent seien) und spiele die Kanten der Stücke. Der Höhepunkt sei die einzige Ballade  der Session, „Don’t Hurt Yourself“. Swainson gebe es ganz Henderson, der sich fast neun Minuten lang darin schlängelt, notierte Conrad. Sein Spiel klinge üppig und doch lässig, als würde er sein ganzes Leben lang die Melodie spielen (die ihm Swainson kurz vor der Session auf einem Klavier vorgespielt hatte).